# Škoda 79E
Škoda 79E – lokomotywa elektryczna wyprodukowana w 1977 roku przez firmę Škoda dla kolei czechosłowackich (ČSD), oznaczona pierwotnie jako seria E.479.0, następnie seria 130 kolei ČSD/ČD. Powstały ogółem 54 lokomotywy tego typu, z tego 40 dla kolei czechosłowackich, w ramach dwóch podtypów fabrycznych 79E1 i 79E2.
Jednoczłonowe lokomotywy serii 130 powstały na bazie konstrukcji lokomotyw dwuczłonowych serii 125.8 (67E). Dla kolei czechosłowackich wyprodukowano 40 lokomotyw do prowadzenia pociągów osobowych i towarowych na długich i głównych liniach kolejowych. Dodatkowo czternaście elektrowozów zostało wyprodukowanych dla kolei przemysłowych (3 dla Energoinvest Praha i 11 dla DNT Doly Nástup Tušimice). W 2006 roku na stanie kolei czeskich ČD znajdowało się wciąż 41 lokomotyw tej serii (jedną odkupiono od przemysłu). Elektrowozy eksploatowane są obecnie przez czeskich przewoźników prywatnych. 
Dwa elektrowozy były eksploatowane od 2004 i 2005 roku do lat 2007-2009 przez polskiego przewoźnika Transoda, oznakowane tam jako ET11 (ET11-001-23 i ET11-002-23, przemianowana w 2006 na 79E2-002-23). Lokomotywy tego typu eksploatowane są także od 2010 roku przez przewoźnika Koleje Czeskie (4 sztuki wg stanu na 2011 rok).
W Czechach lokomotywy te noszą przezwiska Hrbatá (garbata) lub Velbloud (wielbłąd), od żaluzji umieszczonych pośrodku dachu.

## Konstrukcja
Lokomotywy są zaprojektowane jako pudło z dwoma kabinami i przedziałem maszynowym. Każda kabina ma drzwi po obu stronach. Na ścianach bocznych między kabinami zastosowano cztery prostokątne okna. Rozruch lokomotywy jest oporowy. Układ hamulcowy lokomotyw składa się z hamulca ręcznego, automatycznego hamulca pneumatycznego oraz pomocniczego. Hamulec ręczny działa na dwóch sąsiednich zestawach kołowych wózków. Hamulec zespolony i pomocniczy jest regulowany przez dwa zawory hamulcowe. Cztery główne zbiorniki powietrza mają całkowitą objętość 1100 litrów, dodatkowe dwa zbiorniki powietrza mają całkowitą objętość 240 litrów. Zapas piasku w piasecznicy wynosi 320 kilogramów. Rama elektrowozu jest przytwierdzona do dwóch dwuosiowych wózków poprzez czopy, umieszczone sztywno w ramie pudła lokomotywy. Wózki posiadają rozstaw osi 3200 mm (jak w czeskich lokomotywach nowszych generacji), rozstaw osi skrajnych wynosi 11 370 mm, a odległość osi skrętu wózków 8170 mm. Lokomotywy posiadają sterowanie wielokrotne oraz pantografy połówkowe. Lokomotywy eksploatowane w Polsce wyposażono w tradycyjne pantografy.